# Кузнечик Уварова
Кузне́чик Ува́рова (лат. Anatlánticus uvárovi) — типовой вид прямокрылых насекомых из древнего, примитивного рода Anatlanticus семейства настоящих кузнечиков подотряда длинноусых. Реликт.

## Название
Вид назван в честь российско-британского энтомолога Бориса Петровича Уварова (1886—1970).

## Описание
Тело коренастое, буро-коричневое, длиной 23—30 мм у самцов и 25—33 мм у самок. Голова спереди светло-коричневая, наверху с чёрной полосой вдоль глаз. Верх головы и переднеспинки каштановый. Переднеспинка сильно расширена, без боковых килей и задней части, длиной около 7 мм у самцов и около 6 мм у самок; её боковые лопасти внизу коричневые, вверху — чёрные. Надкрылья самцов в 2 раза длиннее переднеспинки, у самок укороченные, на 2—4 мм длиннее переднеспинки; у обоих полов сильно расширеные в вершинной части; бурые, со светлым пятном в основании. Брюшко сверху тёмно-коричневое до чёрного, задние края тергитов со светлыми пятнами. Низ тела светло-коричневый. Передние бёдра с 1 шипом на верхней стороне их вершины. Передние голени сверху снаружи с 3—4 шипами. Задние бёдра длинные: 19,5—21 мм у самцов и 20—23 мм у самок; снаружи светло-коричневые с резкой черновато-коричневой продольной полосой, тёмно-коричневые с внутренней стороны. Церки самцов вздутые, на вершине двузубые. Яйцеклад длинный (около 2 см), каштановый, более тёмный к вершине.

## Ареал
Юг Приморского края. В 2000 году обнаружен также на примыкающей к южному Приморью территории Китая (плоскогорье Чанбайшань в маньчжурской провинции Гирин).

## Места обитания
Встречается на хорошо прогреваемых лесных опушках, полянах и зарастающих вырубках — биотопах с хорошо выраженной вертикальной расчленённостью растительного покрова, где в травостое из папоротников, злаков, осок и широколиственных трав присутствуют кустарники и молодые деревья подлеска.

## Охранный статус
Кузнечик Уварова был занесён в Красную книгу СССР со статусом редкого вида (III категория). В Красную книгу России не включён. Основными лимитирующими факторами являются распашка по опушкам лесов, и вырубка лесов. Охраняется в Уссурийском заповеднике.